# Aechmea lugoi
Aechmea lugoi är en gräsväxtart som först beskrevs av Amy Jean Gilmartin och Hans Edmund Luther, och fick sitt nu gällande namn av Lyman Bradford Smith och Michael A. Spencer. Aechmea lugoi ingår i släktet Aechmea och familjen Bromeliaceae. Inga underarter finns listade i Catalogue of Life.